# What Makes a Family
What Makes a Family (Una verdadera familia en Hispanoamérica o Corazón al descubierto en España) es una película estadounidense de drama del año 2001. Basada en un hecho real, está dirigida por Maggie Greenwald y escrita por Robert L. Freedman. Fue estrenada el 22 de enero de 2001 en Estados Unidos.

## Sinopsis
Janine Nielssen (Brooke Shields) es una joven homosexual que encuentra su felicidad en Sandy Cataldi (Cherry Jones). Ambas deciden concebir a un hijo mediante la inseminación artificial. Mientras la condición de Sandy es aceptada en su familia, Janine debe afrontar el consentimiento de la suya. Cinco años más tarde Sandy muere de lupus, diagnosticado semanas después del parto de su hija Heather. Debido a que solo tiene relación sanguínea directa con los padres de Cataldi, Janine debe afrontar un juicio para que la tenencia de su pequeña hija vuelva a ella.

## Reparto
- Brooke Shields es Janine Nielssen.
- Cherry Jones es Sandy Cataldi.
- Jordy Benattar es Heather Cataldi.
- Anne Meara es Evelyn Cataldi.
- Al Waxman es Frank Cataldi.
- Whoopi Goldberg es Terry Harrison.
- Roberta Maxwell es Claire.